# UNITA
UNITA és la sigla de la Unió Nacional per a la Independència Total d'Angola (en portuguès, União Nacional para a Independência Total de Angola), el segon partit polític més gran d'Angola. Fundada el 1966, UNITA va lluitar al costat del Moviment Popular per a l'Alliberament d'Angola (MPLA) en la Guerra de la Independència d'Angola (1961-1975) i després hi va lluitar en contra en la subsegüent Guerra Civil Angolesa (1975-2002). En aquest conflicte bèl·lic, que va ser una de les guerres subsidiàries més importants de la Guerra Freda, UNITA va rebre ajuda militar dels Estats Units i Sud-àfrica, mentre que l'MPLA va tenir el suport de la Unió Soviètica i els seus aliats.
UNITA va ser liderada des de la seva fundació per Jonas Savimbi, fins que va morir, el 2002. El seu successor com a president del partit va ser Isaías Samakuva. Després de la mort de Savimbi, UNITA va abandonar la lluita armada i va participar en la política electoral. Va obtenir 32 dels 220 escons a les eleccions legislatives d'Angola del 2012.

## Història

### Fundació
Jonas Savimbi i António da Costa Fernandes van fundar UNITA el 13 de març de 1966 a Muangai, a la província de Moxico, a l'Àfrica Occidental Portuguesa, durant l'Estat Nou. A l'esdeveniment hi eren presents uns dos-cents delegats. UNITA va dirigir el primer atac contra les autoritats colonials portugueses el 25 de desembre de 1966.
Savimbi militava inicialment en el Front Nacional d'Alliberament d'Angola (FNLA) de Holden Roberto. UNITA es va traslladar a Jamba, a la província de Cuando Cubango. El lideratge d'UNITA va sorgir fonamentalment dels ovimbundu, l'ètnia majoritària a Angola, i la seva orientació política era, en principi, maoista, potser pel fet que Savimbi s'havia format inicialment a la República Popular de la Xina. Va impulsar els drets de les comunitats rurals i va reconèixer les divisions ètniques. En anys posteriors, però, UNITA es va alinear amb els Estats Units i va donar suport al capitalisme a Angola.

### Independència i guerra civil
Després de la retirada portuguesa d'Angola, els anys 1974 i 75, al final del domini colonial, l'MPLA i UNITA es van enfrontar militarment i ideològicament i va començar la guerra civil. El líder de l'MPLA, Agostinho Neto, es va convertir en el primer president d'Angola. Amb el suport soviètic i amb diners, armes i tropes de Cuba, l'MPLA va derrotar militarment l'FNLA i va obligar els seus membres a exiliar-se. El novembre del 1975, UNITA també va quedar gairebé destruïda, però va aconseguir sobreviure i configurar un govern alternatiu a la capital provincial de Huambo. UNITA va patir molt atacs, però se'n va sortir gràcies al suport inicial sud-africà i després nord-americà durant la dècada de 1980. La presència militar de l'MPLA era més forta a les ciutats, a la regió costanera i als estratègics camps de petroli. Però UNITA controlava una gran part de les terres altes de l'interior, en particular l'altiplà de Bié, i altres regions estratègiques del país. En la guerra civil hi van arribar a morir fins a 300.000 angolesos.

#### Moviment guerriller
Durant la dècada de 1980 i a principis de la de 1990, Savimbi va estrènyer les relacions, ja força intenses, amb els Estats Units i va rebre una considerable orientació de la Fundació Heritage, un institut d'investigació conservador influent a Washington DC que va tenir fortes relacions tant amb l'administració Reagan com amb el Congrés nord-americà. Michael Johns, el principal expert de la Fundació Heritage en qüestions d'afers mundials d'Àfrica i el Tercer Món, va visitar Savimbi als seus campaments base clandestins de les  Forces Armades d'Alliberament d'Angola(FALA) al sud del país i va oferir al líder d'UNITA assessorament tàctic militar i polític.

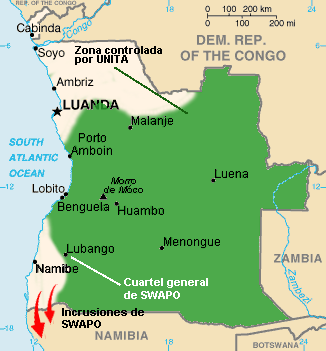
Màxima extensió de territori controlada per UNITA

El 1986, els conservadors nord-americans van convèncer el president Ronald Reagan perquè es reunís amb Savimbi a la Casa Blanca. La reunió va ser confidencial, però Reagan en va sortir entusiasmat i donant suport als esforços de Savimbi, i va afirmar que preveia una victòria d'UNITA que havia d'"electritzar el món". Reagan veia el resultat del conflicte d'Angola com una qüestió crítica per a la seva política exterior (Doctrina Reagan), que consistia a donar suport als moviments de resistència anticomunistes a l'Amèrica Central, al Sud-est d'Àsia i en altres parts del món.
Sota el lideratge de Savimbi, UNITA va resultar especialment eficaç des del punt de vista militar abans i després de la independència i es va convertir en un dels moviments de resistència armats més eficaços del món de la fi del segle xx. Segons el Departament d'Estat dels Estats Units, UNITA va arribar a controlar «vastes regions de l'interior (d'Angola)». La simple supervivència de Savimbi, conegut com «el lluitador de la jungla més durador d'Àfrica», era vista com un èxit increïble, a causa dels intents d'assassinat als quals va sobreviure i del suport de tropes i assessors soviètics cubans i de l'Alemanya Oriental al règim de Luanda. En començar el 1987, UNITA estava en l'apogeu del seu poder i controlava una «zona alliberada» poblada per un milió de persones. No va ser mai un moviment de resistència popular, però sí un grup molt ben armat, i el 1989 va arribar a tenir 63.000 efectius entre les seves files (l'exèrcit governamental estava format per més de 200.000 homes). UNITA va derrotar les FAPLA, amb suport cubà, en la batalla de Cuito Canavale el 1987.
Com que Savimbi guanyava terreny tot i l'oposició de les forces alineades contra ell, els conservadors nord-americans apuntaven al seu èxit i també al dels mujahidins afganesos --tots dos oposats a governs prosoviètics amb suport armat dels Estats Units-- com a prova que els Estats Units estaven començant a tenir avantatge en el conflicte de la Guerra Freda i que la Doctrina Reagan funcionava. Els crítics, per la seva banda, responien que el suport donat a Savimbi i als mujahidins afganesos havia inflamat els conflictes regionals, amb un gran cost per a aquests països. D'altra banda, UNITA, igual que el govern d'Angola que combatia, va ser acusada de violar els drets humans.

#### Dècada del 1980

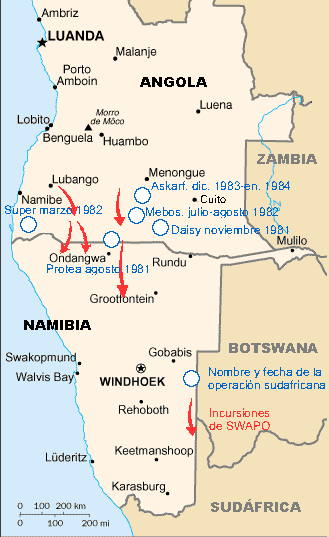
Incursions del SWAPO i operacions de les SADF a Angola i Namíbia (1981-1984)

Els combats a Angola van continuar fins al 1989, quan Cuba va retirar els milers de soldats que hi havia enviat per lluitar contra Savimbi, mentre UNITA avançava militarment. Com que la majoria de comentaristes i especialistes en política exterior veien que la Guerra Freda podia estar arribant al final, el suport estatunidenc a Savimbi, que havia estat fort, va començar a ser qüestionat i alguns congressistes en van reclamar la fi. Les coses es complicaven encara més pels reiterats informes contra el suport nord-americà a UNITA presentats pel president soviètic, Mikhaïl Gorbatxov, en algunes cimeres formals i informals amb el president George H. W. Bush, amb què exercia més pressió sobre els EUA perquè posessin fi al seu suport a UNITA. A poc a poc, la diplomàcia s'anava imposant a les armes, de manera que Johns i els líders conservadors dels Estats Units van instar Savimbi a acordar un alto el foc amb l'MPLA si garantia unes "eleccions lliures i justes". La demanda d'UNITA va ser rebutjada inicialment per l'MPLA i Savimbi va intensificar la seva pressió militar, alhora que acusava l'MPLA de resistir-se a convocar unes eleccions lliures i justes per por d'una victòria electoral d'UNITA. Mentrestant, es va aconseguir un acord que preveia la retirada de les tropes estrangeres d'Angola a canvi de la independència de Namíbia de Sud-àfrica. Però, a Angola, Savimbi va dir a Johns i al líder conservador Howard Phillips que no l'havien consultat adequadament sobre les negociacions i que s'oposava a l'acord. Johns informa que, durant una visita a Angola, el març del 1989, Savimbi els va dir a tots dos: "Aquest acord té moltes llacunes i no es pot considerar de cap manera un bon acord."
En última instància es va negociar un alto el foc amb el líder de l'MPLA, José Eduardo dos Santos, en el qual el comitè central de l'MPLA rebutjava el seu passat marxista i accedia a la demanda de Savimbi de convocar eleccions lliures i justes, encara que UNITA i els seus partidaris eren escèptics, especialment perquè les relacions de l'MPLA amb l'URSS encara eren fortes.

#### Dècada del 1990

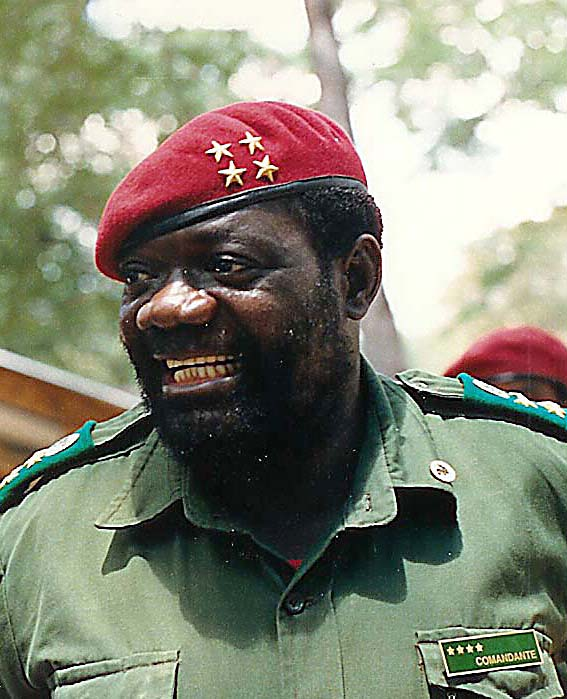
El líder d'UNITA, Jonas Savimbi

Un any després dels acords de Bicesse, signats a Lisboa el 1991, es van celebrar eleccions sota els auspicis de les Nacions Unides, amb Savimbi i Dos Santos com a candidats a president. Com que no va poder guanyar amb majoria absoluta en la primera ronda de votació, Savimbi va qüestionar la legitimitat de les eleccions i UNITA va tornar al conflicte armat. La lluita es va reprendre l'octubre del 1992 a Huambo i es va estendre ràpidament cap a la capital d'Angola, Luanda. Va ser aquí on Jeremias Chitunda, vicepresident d'UNITA, i altres membres del grup van ser assassinats mentre fugien de la ciutat, fet que va culminar amb la massacre de Halloween. Després de la mort de Chitunda, UNITA va fer un moviment defensiu i va traslladar la seva base de Jamba a Huambo. La decisió de tornar al combat el 1992 va tenir un elevat cost i molts aliats conservadors dels Estats Units van instar Savimbi a disputar la presidència a Dos Santos a les urnes. La decisió de Savimbi de renunciar a la segona volta també va tensar les relacions d'UNITA amb el president George H. W. Bush.
Quan Savimbi va reprendre la lluita, l'ONU va respondre aplicant un embargament a UNITA a través de la Resolució 1173 del Consell de Seguretat de les Nacions Unides. L'informe Fowler, encarregat per l'ONU, detalla com UNITA va continuar finançant la seva campanya militar amb la venda de diamants, que més tard serien coneguts com a diamants de sang. Això va donar lloc a més sancions per mitjà de la Resolució 1295 del Consell de Seguretat de les Nacions Unides i a una acció per posar fi al comerç de diamants de sang a través del procés de Kimberley. El govern dels Estats Units, que no havia reconegut mai la legitimitat de l'MPLA, finalment va reconèixer el govern d'Angola, cosa que va aïllar encara més Savimbi. Després de les converses fallides del 1993 per posar fi al conflicte, el 1994 es va arribar a un altre acord, el Protocol de Lusaka, per formar un govern d'unitat nacional. El 1995 van arribar a Angola soldats de l'ONU, però UNITA es van apartar de l'acord de Lusaka el 1998, al·legant que l'MPLA l'havia violat. A finals del 1998, un grup militar autoanomenat UNITA Renovada es va escindir d'UNITA i nombrosos comandaments insatisfets amb el lideratge de Jonas Savimbi van trencar amb l'organització. Uns quants milers van desertar el 1999 i el 2000.
El 1999, una ofensiva militar de l'MPLA va afeblir considerablement UNITA i va destruir la seva força militar. Això va comportar el retorn a la tradicional tàctica de guerrilles.

#### Dècada del 2000
La Guerra Civil Angolesa no es va acabar fins a la mort de Savimbi, en una emboscada el 22 de febrer de 2002. La seva mort va causar una gran sorpresa entre els angolesos, molts dels quals havien crescut durant la guerra civil i havien estat testimonis de la capacitat de Savimbi d'esquivar els esforços soviètics, cubans i angolesos per matar-lo.
Sis setmanes després de la mort de Savimbi, l'abril del 2002, UNITA va acordar un alto el foc amb el govern. En virtut d'un acord d'amnistia, els soldats d'UNITA i les seves famílies --aproximadament, unes 350.000 persones-- es van reunir en trenta-tres camps de desmobilització en el marc del "Programa per a la reintegració social i productiva dels desmobilitzats i de les persones desplaçades per la guerra". L'agost del 2002, UNITA va dissoldre oficialment el seu braç armat i va centrar tots els esforços a constituir-se en partit polític. Malgrat l'alto el foc, encara continua havent-hi un profund conflicte polític entre UNITA i l'MPLA.
Savimbi va ser succeït immediatament per António Dembo, que va morir al cap de poc. Després de Dembo es van convocar eleccions internes en el partit, a les quals es van presentar el general Paulo Lukamba, Dinho Chingunji i Isaías Samakuva. Finalment, aquest últim es va imposar i va ser nomenat president d'UNITA.

## Resultats electorals
| Elecció | Vots      | %          | Diputats | +/- | Estatus  |
| ------- | --------- | ---------- | -------- | --- | -------- |
| 1992    | 1.347.636 | 34,1 (#2)  | 70 / 220 |     | Oposició |
| 2008    | 670.363   | 10,4 (#2)  | 16 / 220 | 54  | Oposició |
| 2012    | 1.074.565 | 18,7 (#2)  | 32 / 220 | 16  | Oposició |
| 2017    | 1.800.860 | 26,72 (#2) | 51 / 220 | 19  | Oposició |
| 2022    | 2,756,786 | 43.95 (#2) | 90 / 220 | 39  | Oposició |

## Ús militar de nenes
Se sap que UNITA va fer servir nenes soldat, que estaven obligades a casar-se amb algun dels soldats. També eren obligades a ballar, cantar i respondre a les peticions sexuals dels militars les vint-i-quatre hores del dia.
Si fugien, eren condemnades a mort, i si es negaven a tenir relacions sexuals, les lligaven a un arbre i les apallissaven públicament.